# Craig T. Nelson
Craig Theodore Nelson (Spokane, 1944. április 4. –) Primetime Emmy-díjas amerikai színész és humorista.

## Élete
1944. április 4-én született Craig Theodore Nelson néven a Washington állambeli Spokane-ben, Vera Margaret (1906–1971) táncosnő és Armand Gilbert Nelson (1900–1964) üzletember fiaként.
Nelson a Lewis and Clark High Schoolban tanult ahol futballozott, baseballozott és kosárlabdázott is.
A középiskola után Nelson a Central Washington Egyetemre járt. Miután megbukott, a Yakima Valley College-ba ment, ahol drámatanára, Mr. Brady inspirálta, hogy színészetet tanuljon. A Yakima után tovább tanult az Arizonai Egyetemen.
1969-ben Nelson otthagyta az iskolát, és Hollywoodba költözött, hogy színészi karriert folytasson. Amikor először költözött Kaliforniába, biztonsági őrként vállalt munkát egy szappangyárban, amíg nem talált munkát komédiaíróként.

## Politikai nézetek
Nelson egy Glenn Becknek adott interjúban kijelentette, hogy korábban szociális segélyből élt, és étkezési jegyeket gyűjtött. Ugyanebben az interjúban az adókat, a kormányt és a társadalom költségvetési felelősségének hiányát bírálta. Azt is kijelentette, hogy azon gondolkodik, hogy nem fizet többé adót, mert nem helyesli, hogy a közpénzeket a nehéz helyzetben lévők megmentésére használják. „Mi történt a társadalommal? Elmegyek egy vállalkozásba, nem jön össze, csődbe megyek. Ételjegyet és segélyt kaptam, segített valaki? Nem. Nem. Reményt adtak nekem, bátorítottak, és adtak egy jövőképet.” Jon Stewart a The Daily Show-ban azt mondta Nelsonról: „Ételbélyegeken és segélyen voltam, segített valaki? Nem." Stewart ezt "talán minden idők kedvenc mondatának" tartotta.”

## Magánélete
Nelsonnak három gyermeke van Robin McCarthyval kötött előző házasságából. Második felesége, Doria Cook-Nelson szabadúszó író, harcművészeti szövetségi elnök, karateoktató, tai chi tanár, valamint egykori film- és televíziós színésznő, aki a Mame című filmmusicalben játszott főszerepet.
Nelson motorsport-rajongó és lelkes versenyző. Először az 1991-es Toyota Celebrity Grand Prix of Long Beach-n vett részt, és a kilencedik helyen végzett.

## Filmjei
| Év   | Magyar cím                                  | Eredeti cím                    | Szerep                           | Magyar hang            | Rendező            |
| ---- | ------------------------------------------- | ------------------------------ | -------------------------------- | ---------------------- | ------------------ |
| 1971 |                                             | The Return of Count Yorga      | O'Connor őrmester                |                        | Bob Kelljan        |
| 1973 |                                             | Scream Blacula Scream          | Sarge                            |                        | Bob Kelljan (2)    |
| 1974 |                                             | Flesh Gordon                   | A nagy pornó isten               |                        | Michael Benveniste |
| 1974 | Howard Ziehm                                | Flesh Gordon                   | A nagy pornó isten               |                        |                    |
| 1979 | Az igazság mindenkié                        | ...And Justice for All         | Frank Bowers                     | Szabó Sipos Barnabás   | Norman Jewison     |
| 1980 | Dutyi dili                                  | Stir Crazy                     | Warden Ward Wilson               | Dózsa László           | Sidney Poitier     |
| 1980 | A képlet                                    | The Formula                    | geológus                         |                        | John G. Avildsen   |
| 1980 | Ahol a bölény dübörög                       | Where the Buffalo Roam         | Tanúskodó rendőr a bíróságon     | Seder Gábor            | Art Linson         |
| 1980 | Benjamin közlegény                          | Private Benjamin               | William Woodbridge kapitány      | Vass Gábor             | Howard Zieff       |
| 1982 | Poltergeist – Kopogó szellem                | Poltergeist                    | Steve Freeling                   | Barbinek Péter         | Tobe Hooper        |
| 1983 | Fiú a múltból                               | Man, Woman and Child           | Bernie Ackerman                  |                        | Dick Richards      |
| 1983 | Silkwood                                    | Silkwood                       | Winston                          | Csuja Imre             | Mike Nichols       |
| 1983 | Tökéletes mozdulatok                        | All the Right Moves            | Vern Nickerson edző              | Jámbor József          | Michael Chapman    |
| 1983 | Az Osterman-hétvége                         | The Osterman Weekend           | Bernard Osterman                 | Dózsa László           | Sam Peckinpah      |
| 1984 | Gyilkos mezők                               | The Killing Fields             | Reeves őrnagy                    | Csuja Imre             | Roland Joffé       |
| 1986 | Kopogó szellem 2. - A túlsó oldal           | Poltergeist II: The Other Side | Steve Freeling                   | Barbinek Péter         | Brian Gibson       |
| 1986 | Kopogó szellem 2. - A túlsó oldal           | Poltergeist II: The Other Side | Steve Freeling                   | Háda János             | Brian Gibson       |
| 1987 |                                             | Rachel River                   | Marlyn Huutula                   |                        | Sandy Smolan       |
| 1987 | Piroska és a Farkas                         | Red Riding Hood                | Sir Godfrey / Percival           | Sinkovits-Vitay András | Adam Brooks        |
| 1987 | Piroska és a Farkas                         | Red Riding Hood                | Sir Godfrey / Percival           | Lux Ádám               | Adam Brooks        |
| 1988 | Jackson, a vadállat                         | Action Jackson                 | Peter Dellaplane                 | Koroknay Géza          | Craig R. Baxley    |
| 1988 | Jackson, a vadállat                         | Action Jackson                 | Peter Dellaplane                 | Barbinek Péter         | Craig R. Baxley    |
| 1988 |                                             | Me and Him                     | Peter Aramis                     |                        | Doris Dörrie       |
| 1989 | Egyik kopó, másik eb                        | Turner & Hooch                 | Howard Hyde rendőrfőnök          | Bács Ferenc            | Roger Spottiswoode |
| 1989 | Az agyoncsapat                              | Troop Beverly Hills            | Fred Nefler                      | Mihályi Győző          | Jeff Kanew         |
| 1996 | Kísért a múlt                               | Ghosts of Mississippi          | Ed Peters                        | Varga T. József        | Rob Reiner         |
| 1996 | Nem én vagyok Rappaport                     | I'm Not Rappaport              | A cowboy                         | Tolnai Miklós          | Herb Gardner       |
| 1997 | Az ördög ügyvédje                           | The Devil's Advocate           | Alexander Cullen                 | Bács Ferenc            | Taylor Hackford    |
| 1997 | Amikor a farok csóválja…                    | Wag the Dog                    | John Neal szenátor               | Kardos Gábor           | Barry Levinson     |
| 2000 | Koponyák                                    | The Skulls                     | Litten Mandrake                  | Bács Ferenc            | Rob Cohen          |
| 2001 |                                             | All Over Again                 | Cole Twain                       |                        | Noah Knox Marshall |
| 2004 | A Hihetetlen család                         | The Incredibles                | Bob Parr / Mr. Irdatlan (hangja) | Csuja Imre             | Brad Bird          |
| 2005 | Kőkemény család                             | The Family Stone               | Kelly Stone                      | Bács Ferenc            | Thomas Bezucha     |
| 2007 | Jégi dicsőségünk                            | Blades of Glory                | Darren Goddard edző              | Kautzky Armand         | Will Speck         |
| 2007 | Jégi dicsőségünk                            | Blades of Glory                | Darren Goddard edző              | Kautzky Armand         | Josh Gordon        |
| 2009 | Nász-ajánlat                                | The Proposal                   | Joe Paxton                       | Ujréti László          | Anne Fletcher      |
| 2010 | Vállalati csalódások                        | The Company Men                | James Salinger                   | Ujréti László          | John Wells         |
| 2011 | Életem a szörf                              | Soul Surfer                    | Dr. David Rovinsky               | Vass Gábor             | Sean McNamara      |
| 2015 | Keményítőkúra                               | Get Hard                       | Martin Barrow                    | Ujréti László          | Etan Cohen         |
| 2016 | Arany                                       | Gold                           | Kenny Wells                      | Szélyes Imre           | Stephen Gaghan     |
| 2018 | Könyvklub – avagy az alkony ötven árnyalata | Book Club                      | Bruce Jutsum                     | Ujréti László          | Bill Holderman     |
| 2018 | A Hihetetlen család 2.                      | Incredibles 2                  | Bob Parr / Mr. Irdatlan (hangja) | Csuja Imre             | Brad Bird (2)      |
| 2023 | Könyvklub: A következő fejezet              | Book Club: The Next Chapter    | Bruce Jutsum                     | Ujréti László          | Bill Holderman (2) |
| 2025 |                                             | Green and Gold                 | Buck                             |                        | Anders Lindwall    |